# Пригородненское сельское поселение
Пригородненское се́льское поселе́ние — упразднённое муниципальное образование в Грозненском районе Чечни Российской Федерации.
Административный центр — село Пригородное.

## История
Статус и границы сельского поселения установлены Законом Чеченской Республики от 20 февраля 2009 года № 12-РЗ «Об образовании муниципального образования Грозненский район и муниципальных образований, входящих в его состав, установлении их границ и наделении их соответствующим статусом муниципального района и сельского поселения».
1 января 2020 года сельское поселение упразднено, а его территория передана из состава Грозненского района в пользу городского округа город Грозный.

## Население
| 2010  | 2012  | 2013  | 2014  | 2015  | 2016  | 2017  |
| ----- | ----- | ----- | ----- | ----- | ----- | ----- |
| 4884  | ↗4902 | ↗4957 | ↗4998 | ↗5086 | ↗5163 | ↗5297 |
| 2018  | 2019  |       |       |       |       |       |
| ↗5366 | ↗5449 |       |       |       |       |       |

## Состав сельского поселения
| № | Населённый пункт | Тип населённого пункта       | Население |
| - | ---------------- | ---------------------------- | --------- |
| 1 | Пригородное      | село, административный центр | ↗5449     |